# Gibraltar
Gibraltar ([ʃi'braltar]) är ett brittiskt territorium beläget på södra delen av den Iberiska halvön, vid Gibraltar sund. Gibraltar har en yta på 6,8 km² och en nordlig gräns med Andalusien i Spanien. Gibraltarklippan är ett viktigt landmärke i regionen. Vid dess fot ligger det tätbefolkade stadsområdet med över 30 000 lokala invånare och utländska medborgare. År 2015 hade Gibraltar en sammanlagd befolkning på 32 194.
En engelsk-holländsk styrka erövrade Gibraltar från Spanien 1704 under spanska tronföljdskriget. Territoriet överläts därefter till Storbritannien "för all framtid" enligt freden i Utrecht 1713 men FN anser området vara ett icke-självstyrande område. Det var en viktig bas för Royal Navy; idag är dess ekonomi baserad till stor del på turism, finansiella tjänster och sjöfart.
Gibraltars suveränitet är en viktig punkt i de brittisk-spanska relationerna då Spanien hävdar anspråk på territoriet. Invånarna avvisade förslaget till spansk suveränitet i en folkomröstning 1967 och igen 2002. Enligt 2006 års konstitution styr Gibraltar sina egna angelägenheter, även om vissa befogenheter, som försvar och yttre förbindelser, fortfarande är den brittiska regeringens ansvar. Spanien fick igenom att Gibraltar inte ska omfattas av ett permanent avtal mellan EU och Storbritannien efter Brexit 2020 om inte Spanien godkänner det, annars ska Gibraltar omfattas av ett separat avtal mellan Spanien och Storbritannien. Detta ger Spanien möjlighet att diktera Gibraltars ställning mot EU, eller isolera området om inget avtal träffas.

## Historia

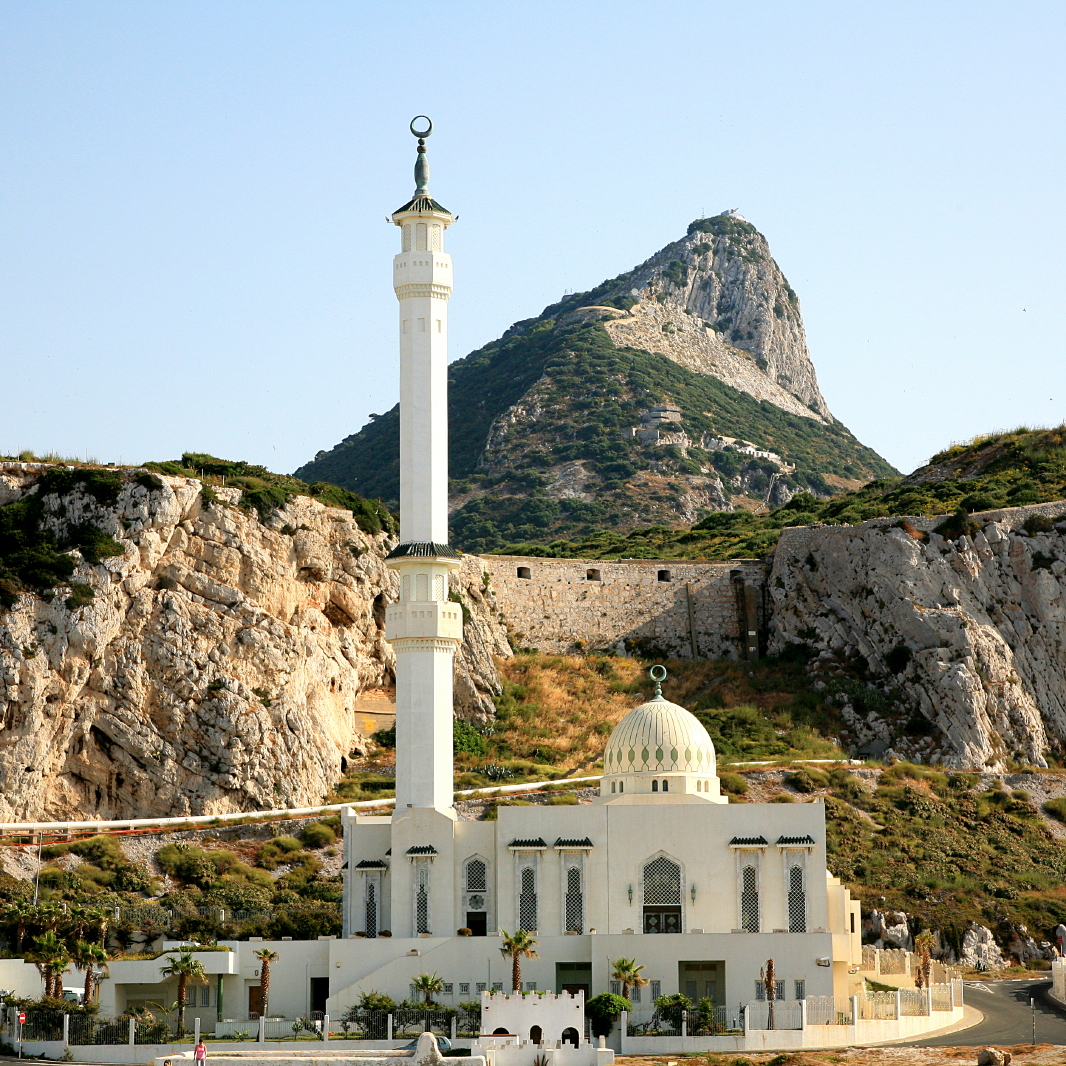
Ibrahim-al-Ibrahim Moské i Gibraltar

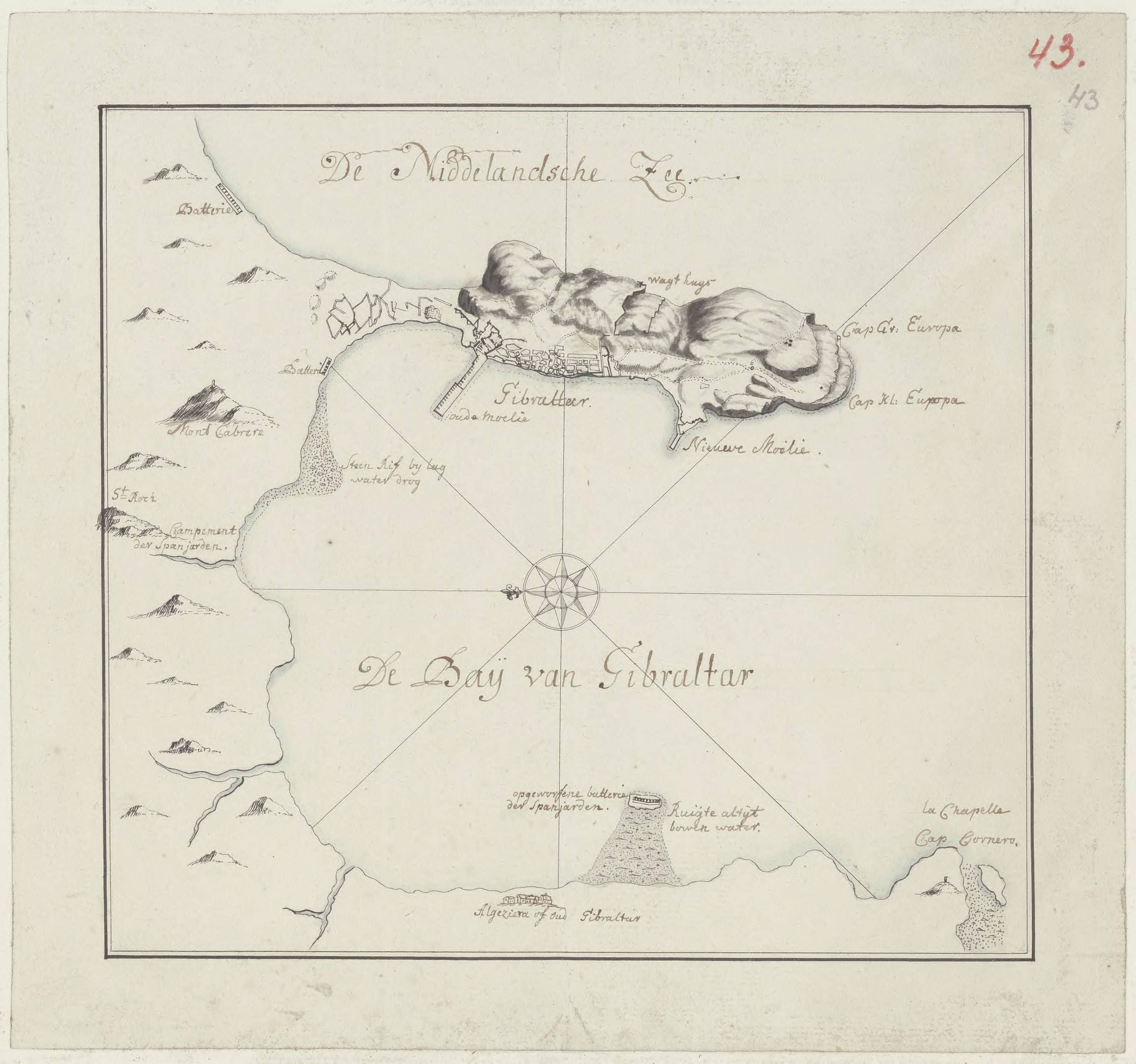
Karta över Gibraltar 1710

Geometrisk karta över Gibraltar från 1727-81.

Fynd i olika grottor som flinta, grottmålningar och benrester tyder på att klipporna beboddes av förhistoriska människor för 100 000 år sedan. I grottorna levde neandertalmänniskor och ett 30 000 år gammalt kranium tillskrivs en modern människa.
Redan i äldsta tider var Gibraltars klippa, under namnet Calpe, känd som den ena av ”Herakles stoder”. Den andra var klippan Abyla vid Ceuta på afrikanska kusten. Klipporna var i århundraden de yttersta gränserna för de gamla folkens sjöfärder.
Sjöfarare från Fenicien etablerade ungefär 1500 f.Kr. en hamn och omkring 950 f.Kr. omnämns Calpe som samhälle i samtida källor. Stora köpmän hade handelshus i orten och i tillhörande tempel dyrkades fruktbarhetsguden Baal och guden Melqart som ursprunglig var  staden Tyros beskyddare. Året 71 f.Kr. intog Romerska riket klipporna. Staden blev ännu större och en försvarsanlägning tillkom. Orten fick namnet Julia Constantina Calpe efter Julius Caesar och Konstantin den store. Mellan 476 och 711 var Visigoterna härskare i Gibraltar.
Namnet Gibraltar kommer från den arabiska benämningen Djebel Tariq, "Tariqs berg", efter den moriske härföraren Tariq ibn Ziyad. Det uppstod i samband med arabernas invasion åren 710–711. Halvön kom i spansk ägo år 1493 då morerna definitivt drevs ur Spanien ("morens sista suck"). Under det spanska tronföljdskriget, anföll amiral George Rooke staden och dess fästning. Den 22 juni 1704 landsteg han med 5 000 man. Till sin förvåning upptäckte han att försvararna bara var 500 man och efter två dagars belägring kunde han inta fästningen. Den 4 augusti samma år deklarerades Gibraltar officiellt som en brittisk besittning. Spanien försökte med hjälp av Frankrike att ta tillbaka fästningen, men misslyckades. År 1705 ansåg spanjorerna att det inte var någon idé att anfalla igen och i freden i Utrecht 1713 accepterade Spanien att halvön var brittisk. 
Gibraltar har tillhört Spanien i 212 år (1492–1704) och Storbritannien i hittills 321 år (sedan 1704). Spanien har både militärt och politiskt försökt ta tillbaka halvön vid ett flertal tillfällen men misslyckats. Vid en folkomröstning i Gibraltar 1967 röstade en överväldigande majoritet för att Gibraltar skulle fortsätta vara brittiskt.
Spanien under Francisco Franco stängde landgränsen den 9 juni 1969, först den 15 december 1982 öppnades gränsen för fotgängare och helt den 5 februari 1985.

## Geografi

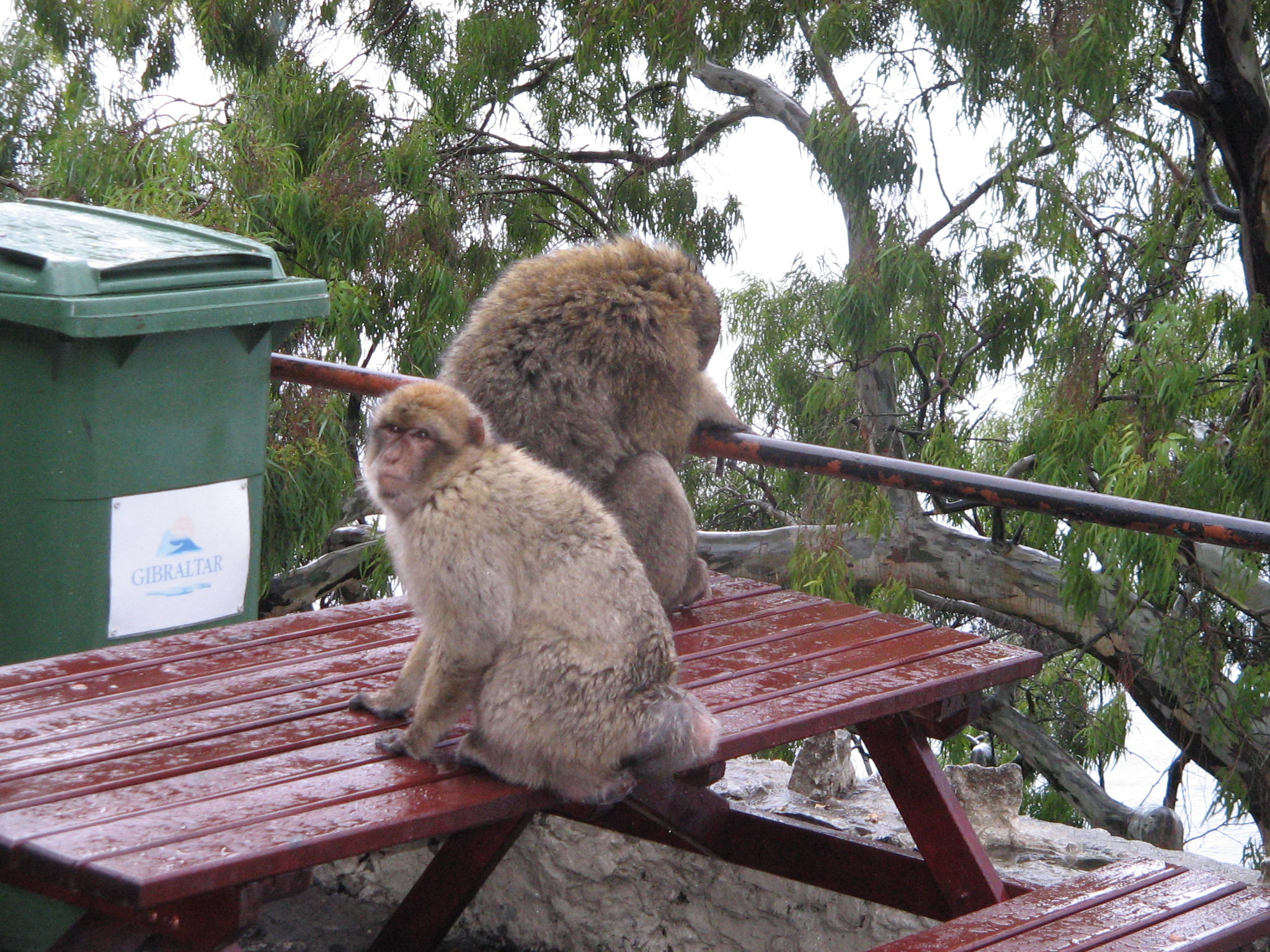
Två av Gibraltars berberapor.

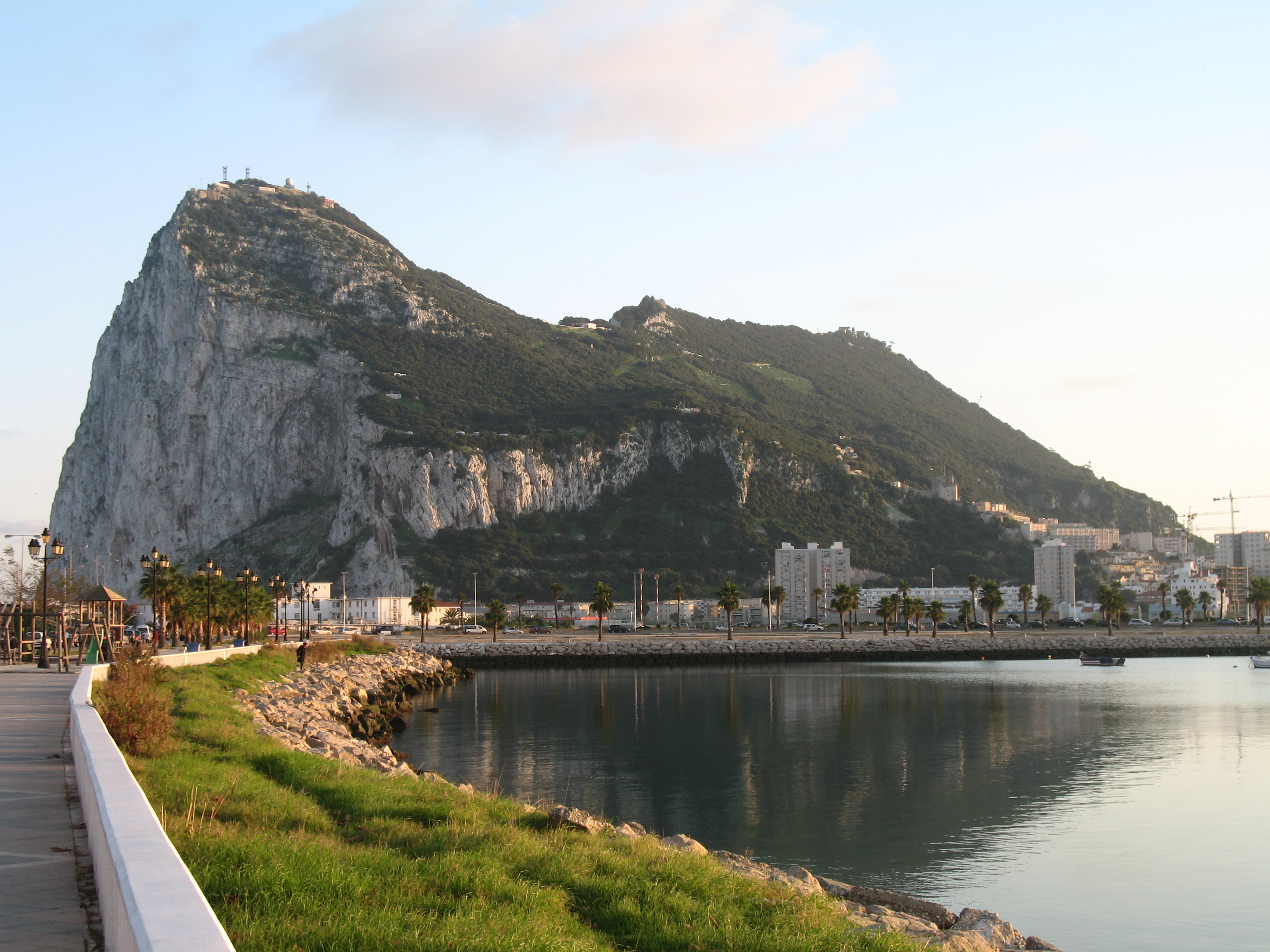
Gibraltarklippan från västra sidan.

Gibraltar täcker en yta på 6,8 km², och delar sin 1,2 kilometer långa landgräns med Spanien. Gibraltar har även en 12 kilometer lång kustlinje. Gibraltar har två kuster, på den östra sidan ligger bosättningarna Sandy Bay och Catalan Bay, och på den västra sidan den huvudsakliga staden, där de flesta bor. Europa Point är den sydligaste punkten i Gibraltar.
Gibraltar åtnjuter ett medelhavsklimat, med milda vintrar och varma somrar. Territoriet består främst av kustnära lågland, som gränsar till den 426 meter höga Gibraltarklippan.
Gibraltar har mycket få naturresurser och begränsad tillgång till färskvatten. Fram till relativt nyligen, i oktober 1993, har gibraltarborna tagit vara på regnvatten. År 1956 började, inledningsvis inte så framgångsrikt, färskvatten produceras i en avsaltningsanläggning, som är inbyggd i själva klippan.
Gibraltar är ett av de mest tätbefolkade territorierna i världen, med ungefär 4 290 invånare per kvadratkilometer. Den ökade efterfrågan på mark möts av återtagande av land från havet, ungefär tio procent av territoriets totala yta utgörs av område som en gång varit hav.
Själva Gibraltarklippan är av kalksten och 426 meter hög. I den finns långa tunnlar, de flesta används av militären och är avstängda för allmänheten. Större delen av dess övre område är ett naturreservat, där omkring 230 makaker, de enda vilda aporna i Europa, håller till. Genetisk forskning och historiska dokument pekar på att de fanns på Gibraltar före britternas ankomst.

## Demografi

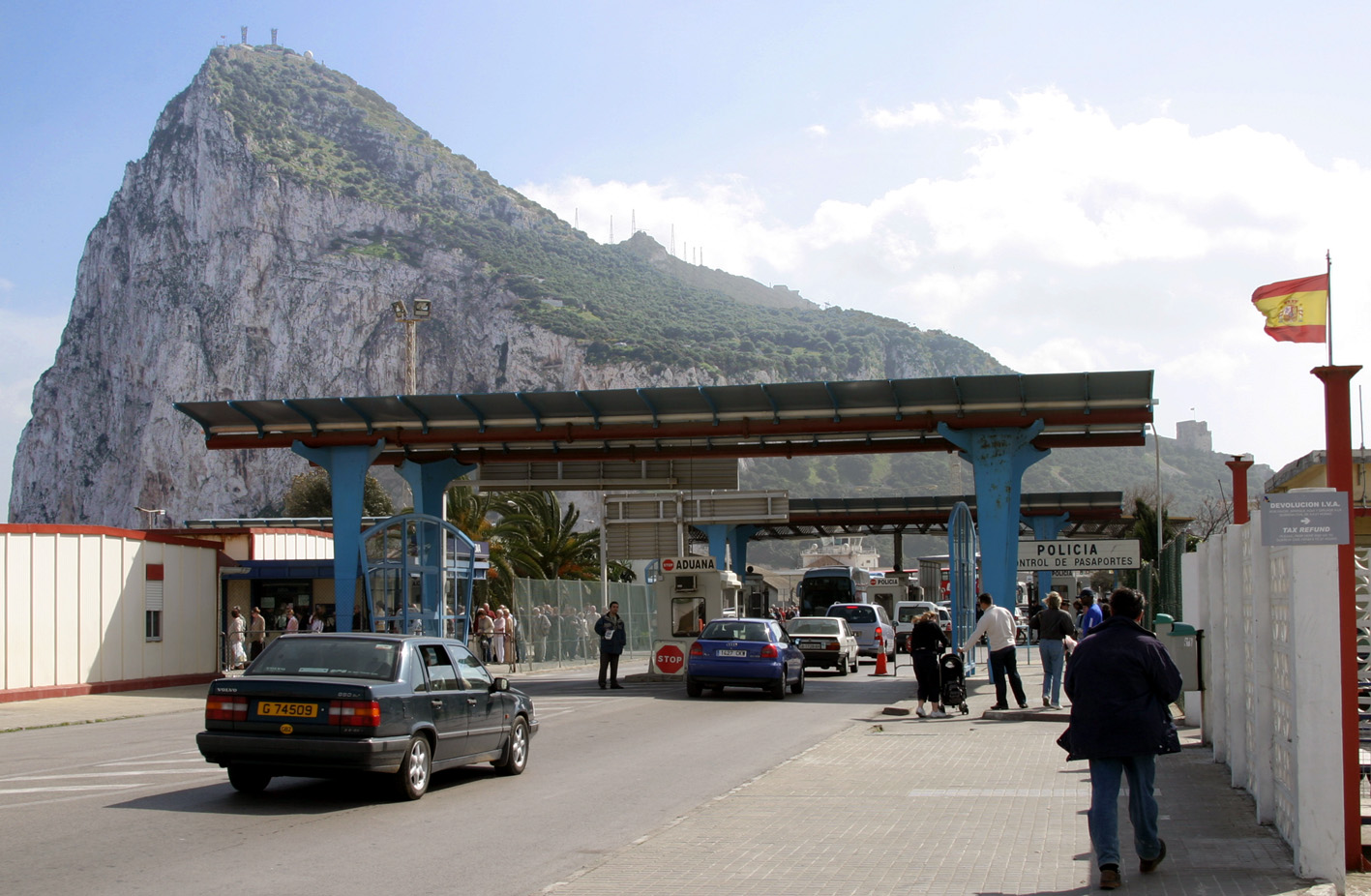
Gränsen mellan Gibraltar och Spanien från den spanska sidan.

Gibraltars befolkning var år 2015 totalt 32 194 invånare. Gibraltarborna beskrivs ofta som antingen engelsmän eller spanjorer, men är en blandning av de många europeiska invandrare som kommit till klippan under 300 års tid. Gibraltarborna är ättlingar till ekonomiska emigranter som kom till Gibraltar efter att majoriteten av spanjorerna lämnade området år 1704 (185 spanjorer var kvar 1753). Majoriteten av den nya befolkningen utgjordes av genuesare, malteser och portugiser, men även minorcaner, sarder, sicilianare, fransmän, tyskar, italienare och britter bodde i området. Under senare tid har fler och fler spanjorer flyttat till området, sedan gränserna luckrats upp.
Den huvudsakliga religionen är kristendom, och majoriteten av gibraltarborna tillhör den romersk katolska kyrkan. Kristna minoriteter tillhör Engelska kyrkan, Skotska kyrkan, Brittiska Metodistkyrkan och ett flertal pingstkyrkor. Det finns också två församlingar av Rikets sal,  Jehovas vittnen. Det finns även en del hinduer, en marockansk muslimsk befolkning och en sedan länge etablerad judisk befolkning.
Engelska är officiellt språk, och används i regerings- och företagsärenden. Majoriteten talar även spanska, och många gibraltarbor kan även llanito, en blandning av engelska och andalusiska, som även innehåller en del ord som inte finns i något av språken.

## Näringsliv
Licensierade företag eller auktoriserade finansiella institutioner i Gibraltar får i enlighet med den finansiella pass-regleringen  via EU-lagstiftning tillhandahålla sina tjänster inom hela EU- och EEA-området utan att separata licenser krävs inom de enskilda medlemsländerna. Gibraltars näringsliv består med utgångspunkt från den finansiella pass-regleringen till stor del av s.k. företagsadministratörer som hanterar bolag registrerade i landet, också mycket tack vare den fördelaktiga bolagsskatten på 10%. 
Andra primära inriktningar där Gibraltars näringsliv utmärker sig är t.ex. onlinegaming-branschen där ett flertal pokerbolag och casinobolag finns registrerade, tack vare möjligheter till en spel-licens inom EES  och ett av Europas mest avancerade fiberoptiska telekommunikationsnät, som erbjuder högkvalitativa lösningar för verksamhetens krav.
I Gibraltar finns ett svenskt generalkonsulat sedan 1833.  Konsuler är medlemmar av familjen Gaggero sedan 1939.

## Transport

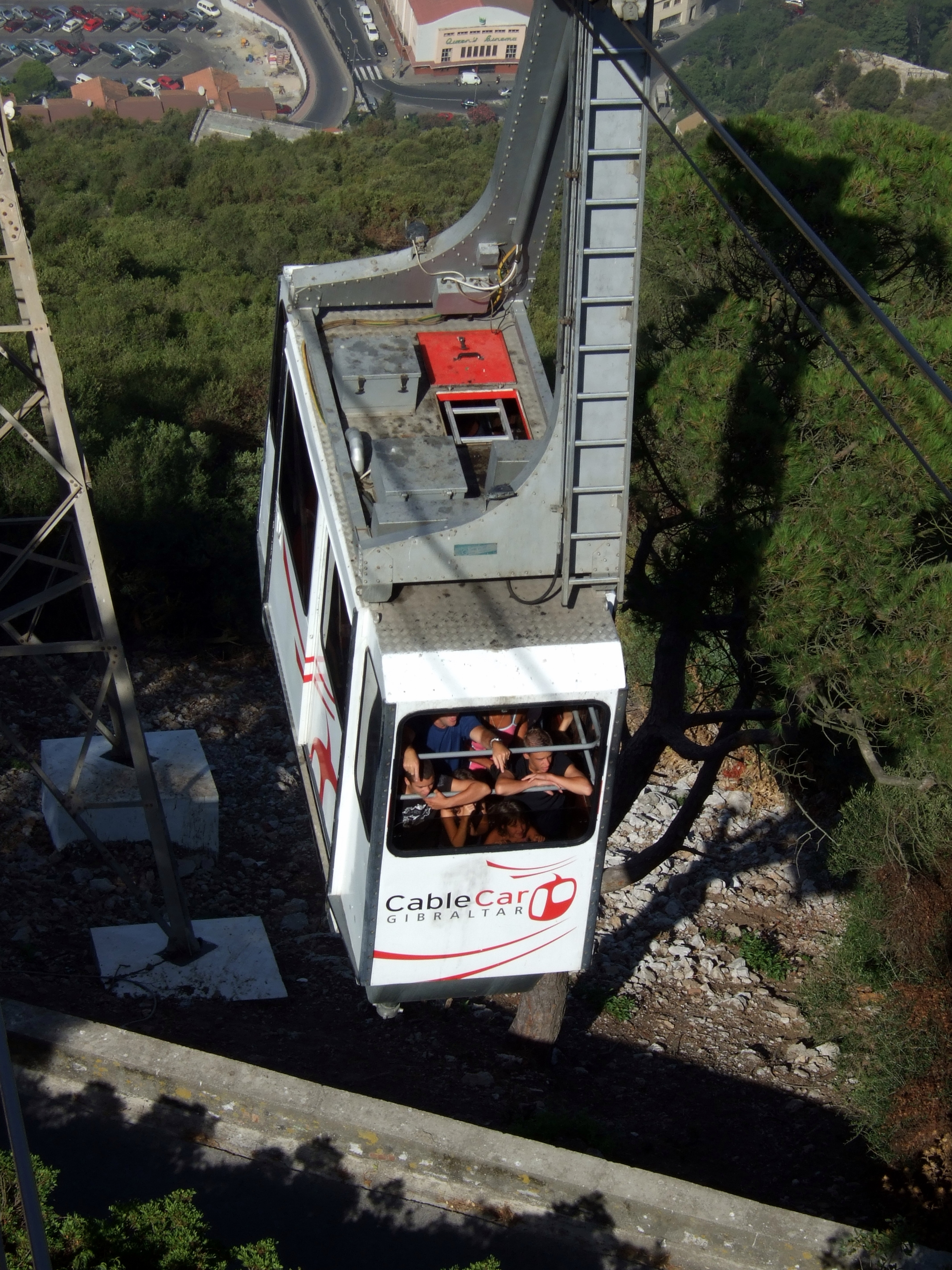
Gibraltars linbana går utanför Gibraltars botaniska trädgård till toppen av klippan, med en mellanstation vid Apornas näste.

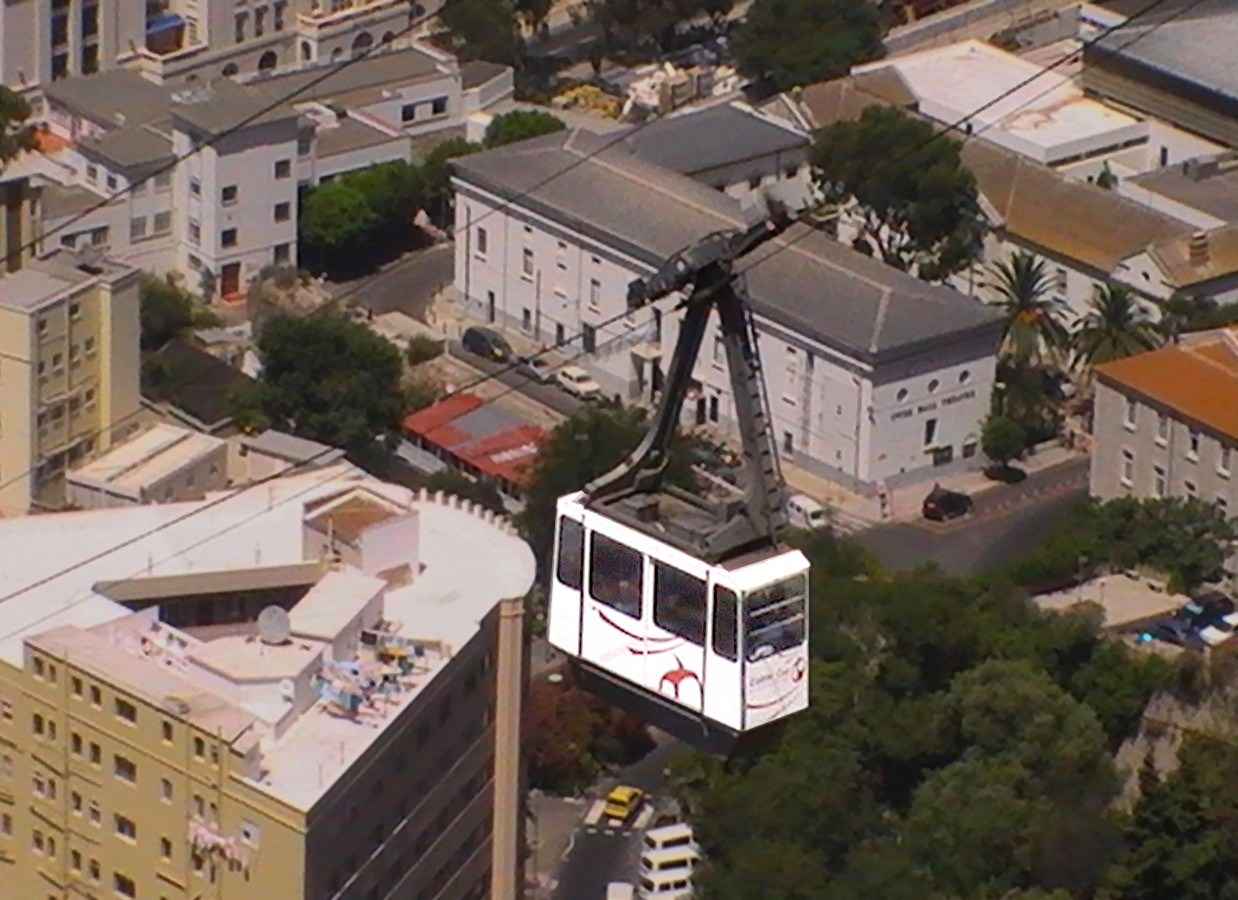
Kabinbana ovanför taken i Gibraltar

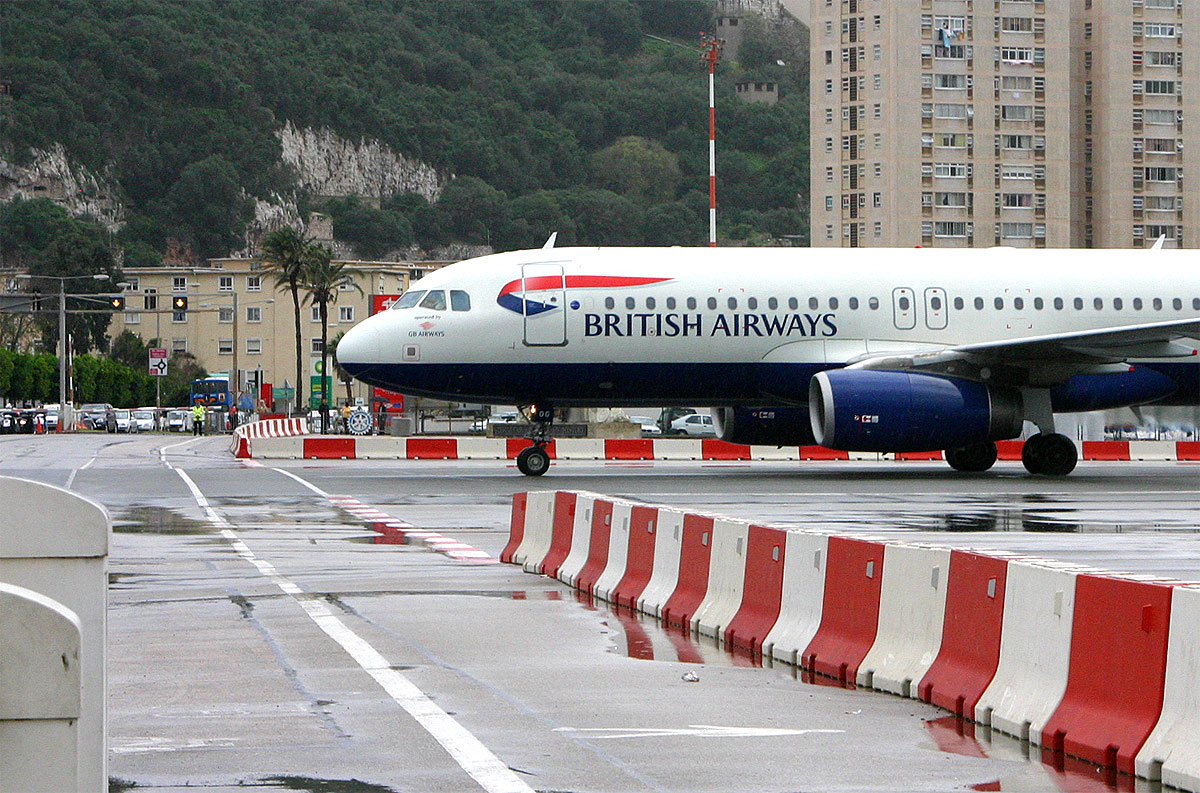
Gibraltar Airports start- och landningsbana går ovanför en väg

Inom Gibraltar är bil det huvudsakliga transportsättet. Motorcyklar är också populära och det finns bra modern busstrafik. I Gibraltar råder sedan 1929 högertrafik, till skillnad från övriga brittiska territorier. Detta är för att territoriet endast har gräns mot Spanien, som också har högertrafik. Men i parkeringshus är det de facto vänstertrafik.
Det finns en kabinbana som går från nedre delen till klippans topp, med en station vid apornas näste.
Gränsen mellan Gibraltar och Spanien stängdes helt 1969 efter beslut av Spaniens diktator Franco. Först i februari 1985 öppnades gränsen helt, dvs. för såväl fordon som gångtrafikanter. Sedan andra världskriget har Gibraltar en flygplats, Gibraltar International Airport, vilken används för både civil och militär trafik. För närvarande (2017) finns reguljär trafik till ett antal destinationer i Storbritannien samt till Casablanca och Tanger i Marocko.
Gibraltar har en stor terminal för kryssningsfartyg och det finns även en blygsam reguljär trafik till Tanger i Marocko en gång i veckan. Det finns ingen reguljär båttrafik till Spanien för närvarande (2017).
Gibraltar har en egen flygplats, Gibraltar Airport. Fram till den 31 mars 2023 var det den enda flygplatsen i världen vars landningsbana korsade en (fyrfilig) väg på samma höjd. Sedan dess har vägtrafiken i Kingswaytunneln dirigerats under landningsbanan.
Gibraltar är en mycket viktig försörjningspunkt för marin diesel i Medelhavet. 2005 anlöpte 6 662 oceangående fartyg hamnen, 90 % av dem för att tanka.
Det finns totalt nio busslinjer i Gibraltar (linjerna 1 till 4 och 7 till 9, som drivs av Gibraltar Bus Company, och linje 5 och 10, som drivs av Calypso Transport. Resor på Gibraltar Bus Companys rutter är gratis för innehavare av vissa pass, medan andra betalar 2,50 gibraltarpund eller 3,30 euro för en dagbiljett. På Calypso Transportlinjer kostar en dagbiljett 6 gibraltarpund eller 9 euro, enkelresor kostar 1,40 gibraltarpund eller 2,10 euro.
Gibraltar har haft högertrafik sedan 1929 på grund av sin ringa storlek och närheten till Spanien.
Det finns en vanlig linbana med en mellanstation från centrum till Upper Rock.

## Försvar
Gibraltars territorialförsvar utgörs av Kungliga regementet i Gibraltar (Royal Gibraltar Regiment)  Regementet bildades som infanterienhet inklusive en artilleritropp i reserven 1958 från Gibraltar Defence Force. 
När brittiska armén drogs tillbaka från Gibraltar 1991, inkorporerades Gibraltarregementet i arméns ordinarie rullor. Det består för närvarande av två infanterikompanier och ett artilleribatteri. Epitetet "kunglig" lades till regementsnamnet 1999. I mars 2001 tjänstgjorde man för första gången som högvakt vid Buckingham Palace.

## Sport
Många sportförbund har accepterat Gibraltar som medlem: friidrott, boxning, biljard, bodybuilding, basket, bowling, badminton, cricket, dart, ishockey, landhockey, simning, bordtennis, fotboll och volleyboll. I många andra sporter är man observatörer och får vara med på kongresser men fortfarande tävlar man för Storbritannien.

### Medlemskap i Uefa och Fifa
Se även huvudartikel: Gibraltar Football Association
Under många år kämpade Gibraltar Football Association för internationellt erkännande.1997 ansökte Gibraltars fotbollsförbund Gibraltar Football Association om medlemskap i Fifa. Ansökan avslogs då man menade att man skulle ansöka om medlemskap i Uefa först. År 2001 ändrade Uefa reglerna så att bara självständiga stater kunde tas upp som medlemmar och man avslog därför Gibraltars ansökan – trots att lag som Färöarna, Nordirland, Skottland och Wales var fullvärdiga medlemmar. Gibraltar överklagade till Idrottens skiljedomstol och 2003 gav domstolen Gibraltar Football Association rätt.
Uefa fortsatte dock neka Gibraltar inträde och i augusti 2006 fastslog skiljedomstolen åter igen att Gibraltar måste tillåtas medlemskap i både Fifa och Uefa. I december 2006 togs Gibraltar upp som provisorisk medlem i Uefa men i januari 2007 nekades de åter inträde som fullvärdig medlem med Spanien som störste opponent.
Den 24 maj 2013 blev Gibraltar till slut Uefas 54:e medlemsförbund efter ett kongressbeslut i London. Sedan den 6 juli 2016 är man även medlemmar i Fifa.

### Olympiskt medlemskap
Gibraltar National Olympic Committee har sökt inträde som eget land i olympiska familjen. Idag ingår deras idrottare i Storbritanniens trupp i olympiska spelen.

### Idrottsanläggningar
Trots att landet är litet har det väldigt bra sportanläggningar varav många är toppmoderna, bland annat utomhus- och inomhusarenor för friidrott, basket, fotboll, landhockey, volleyboll, tennis, squash och hockey.
Även en bra simanläggning med en 50 meters bana inomhus och även möjlighet för simhopp på 1, 3, 5 och 10 meter.
Viktoriastadion är nationalarenan och den används för ett flertal sporter, exempelvis friidrott, fotboll och rugby.